# ТЕС Ломе
ТЕС Ломе — теплова електростанція в Того, введена в експлуатацію у 2010 році. На момент спорудження найпотужніша ТЕС країни.
Електростанцію розмістили у східній частині столиці країни Ломе. Тут встановили 6 генераторів фінської компанії Wartsila типу 50DF загальною потужністю 100 МВт. Вони розраховані на використання будь-якого з трьох типів палива: мазуту (heavy fuel oil, HFO), дизельного пального (light fuel oil, LFO) та природного газу, при цьому потужність залишається незмінною. Генератори можуть переходити з одного виду палива на другий без зупинки.
Природний газ постачається в країну з Нігерії завдяки Західно-Африканському газопроводу.
До спорудження ТЕС Ломе, яка подвоїла потужність тоголезької електроенергетики, країна сильно залежала від одного головного джерела електроенергії — гідроелектростанції Нангбето, що накладало обмеження у випадку посушливої пори року.